# Hunsenberg (Naturschutzgebiet)
Der Hunsenberg ist ein Naturschutzgebiet auf dem gleichnamigen Hunsenberg bei Tauberbischofsheim im Main-Tauber-Kreis in Baden-Württemberg.

## Geographie

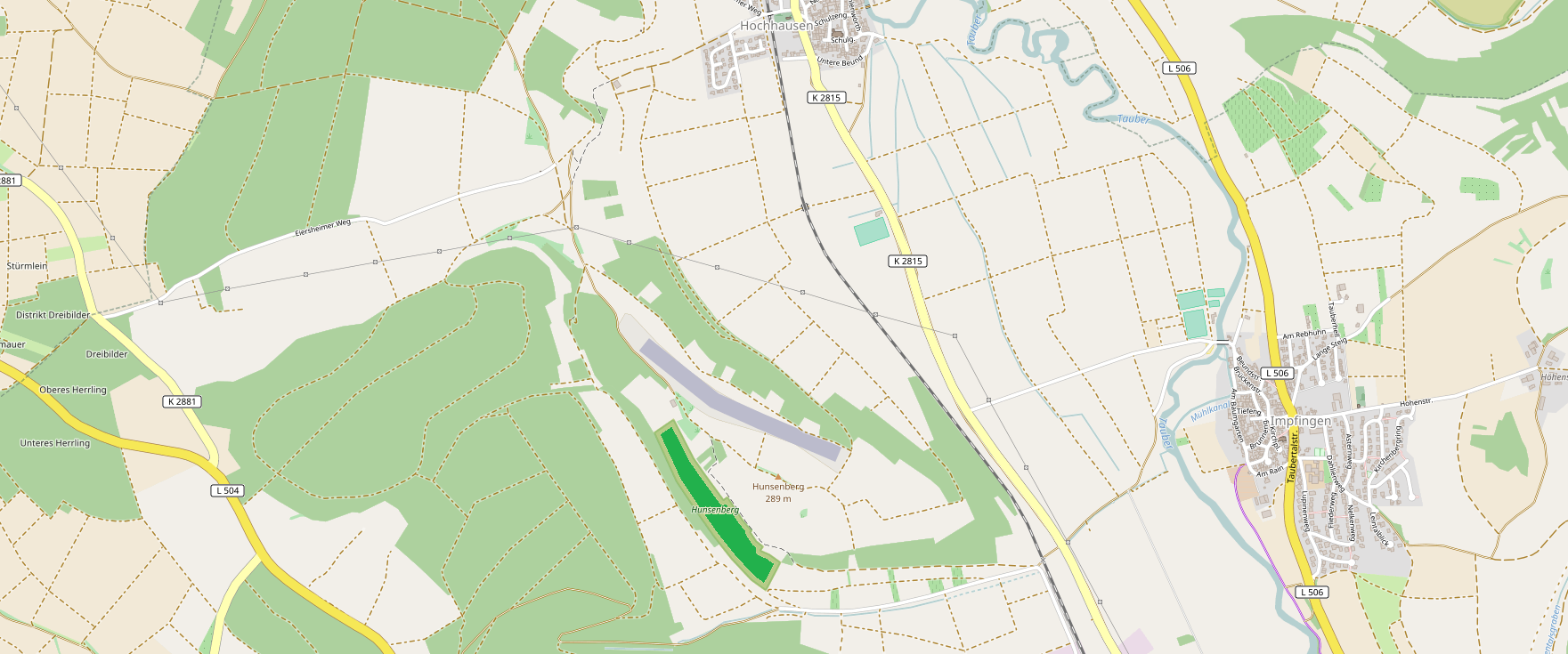
Lage des NSG Hunsenberg

Das Naturschutzgebiet liegt auf der Gemarkung Hochhausen, eines Stadtteils von Tauberbischofsheim.

## Geschichte

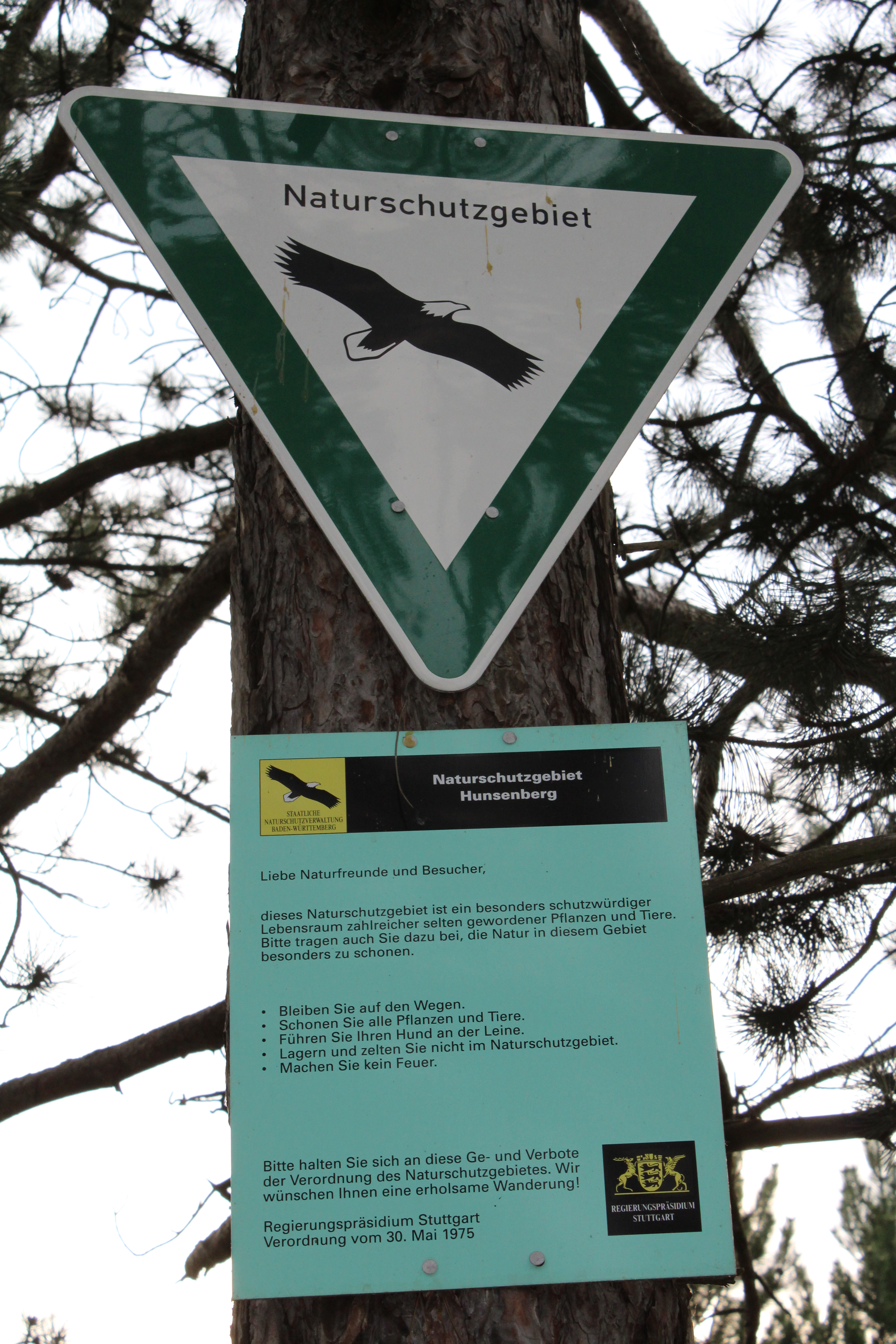
Hinweisschild im Naturschutzgebiet Hunsenberg (seit 1975)

Mit einer Verordnung des Regierungspräsidiums Stuttgart über das Naturschutzgebiet Hunsenberg vom 30. Mai 1975 wurde das Schutzgebiet ausgewiesen. Seit 2019 ist das Naturschutzgebiet ein Teil des größeren Natura-2000-Gebietes Nordwestliches Tauberland und Brehmbach (FFH-Gebiet 6423-341).

## Schutzzweck
Mit der Unterschutzstellung sollen Eigenart und landschaftliche Schönheit des steilen Südwesthanges des Hunsenberges mit seinen bemerkenswerten Trockenrasen – hier insbesondere das reiche Vorkommen des seltenen Federgrases – und dem charakteristischen Trockengebüsch erhalten werden. Dieser unbewirtschaftete Hang ist ein wichtiger Lebensraum für wärmeliebende, zum Teil seltene Pflanzen- und Tierarten (Regierungspräsidium Stuttgart).

## Beschreibung

### Flora
Der Hunsenberg ist ein steiler, südwest-exponierter Hang im Taubertal. Er befindet sich am Rand des mainfränkischen Trockengebietes. Das Trockenhanggebüsch besteht aus Berberitze, Liguster, Hartriegel, Kork-Ulme, Schlehe, Wacholder und verschiedenen Rosen-Arten. Entlang des Hangs wechselt sich das Gebüsch mit dem mainfränkischen Trockenrasen und der Wimpergrasflur ab.

### Fauna
Die Tierwelt des Hunsenbergs ist nicht umfassend untersucht. Von 69 ermittelten Arten steht ein Drittel auf der Roten Liste gefährdeter Arten.